# Manhattan Avenue (Manhattan)
Pour les articles homonymes, voir Manhattan Avenue.
Manhattan Avenue est une avenue située dans le nord-ouest de Manhattan, le long de Central Park.

## Situation et accès
Manhattan Avenue est une rue du quartier de Manhattan Valley à New York, s'étendant de la 100e à la 124e rue.

## Origine du nom
Le nom « Manhattan Avenue » tire son origine de l'île de Manhattan.

## Historique
Manhattan Avenue ne figure pas sur le Commissioners' Plan de 1811, et a vu ses premiers immeubles construits en 1885.
Le secteur entre la 120e et la 123e rue a été désigné secteur historique par la commission New York City Landmarks Preservation en 2007.